# هانا علام
هانا علام (1977 - )، صحفية ومراسلة أمريكية سعودية، تعمل في "بووز فيد نيوز (بالإنجليزية: BuzzFeed News)‏" ومقرها واشنطن العاصمة. كانت رئيسة مكتب الشرق الأوسط (بغداد) لصحيفة مكلاتشي. تدربت هانا علام في صحيفة واشنطن بوست، وأصبحت بعد ذلك مراسلة طاقم العمل في مطبعة سانت بول بايونير، ثم انتقلت إلى صحيفة ماكلاتشي في عام 2003، وقامت بتغطية متعمقة لحرب العراق، وهي تتحدث الإنجليزية والفرنسية والعربية بطلاقة.
نشأت هانا في المملكة العربية السعودية والإمارات العربية المتحدة، لكنها عادت إلى الولايات المتحدة الأمريكية لإكمال الدراسة الثانوية في أوكلاهوما، ثم تخصصت في الصحافة وكانت رئيسة تحرير صحيفة الطلاب في جامعة أوكلاهوما.
كانت زميلة نيمان 2008-2009 في جامعة هارفارد.

## الجوائز
- 1999، 1998- 1999، جائزة قسم شؤون الطلاب بجامعة أوكلاهوما: المركز الأول [8]
- 2004، الرابطة الوطنية للصحفيين السود، جائزة أفضل صحفي لعام 2004.[9][10]
- 2006، نادي الصحافة لما وراء البحار، جائزة هال بويل لأفضل صحيفة من الخارج عن «العراق: الحرب الأمريكية الخاسرة».
- 2008-2009، زميل نيمان في جامعة هارفارد.
- 2009، محاضرة ماكجيل السنوية الثلاثين في جامعة جورجيا.[5]